# Gran Premi d'Espanya de Motocròs 250cc 1963
L'edició de 1963 del Gran Premi d'Espanya de Motocròs 250cc fou la 2a d'aquesta prova. Organitzat pel Moto Club Ruta, el Gran Premi era la primera prova del Campionat del Món d'aquell any i tingué lloc el cap de setmana del 23 i 24 de març al Circuit de Pedralbes, a Barcelona. Hi participaren 27 pilots de 12 països diferents (dos dels quals catalans) i hi assistiren nombrosos espectadors.
Fou la darrera edició del Gran Premi celebrada a Pedralbes i organitzada pel Moto Club Ruta, ja que a partir de l'any següent l'esdeveniment es traslladà al Circuit de Santa Rosa (de recent creació al barri homònim de Santa Coloma de Gramenet), i l'entitat que se'n feu càrrec des d'aleshores fou la Penya Motorista 10 x Hora.

## Curses

### Primera mànega
| Posició | Pilot            | Motocicleta |
| ------- | ---------------- | ----------- |
| 1       | Dave Bickers     | Greeves     |
| 2       | Torsten Hallman  | Husqvarna   |
| 3       | Christoph Specht | Maico       |
| 4       | John Griffith    | Dot         |
| 5       | Aarno Erola      | Montesa     |
| 6       | Jan Johansson    | Lindstrom   |
| 7       | Pere Pi          | Montesa     |
| 8       | Oriol Puig Bultó | Bultaco     |
| 9       | Joël Robert      | Greeves     |
| 10      | John Banks       | Dot         |

### Segona mànega
| Posició | Pilot            | Motocicleta |
| ------- | ---------------- | ----------- |
| 1       | Torsten Hallman  | Husqvarna   |
| 2       | Dave Bickers     | Greeves     |
| 3       | Don Rickman      | Bultaco     |
| 4       | Alan Clough      | Greeves     |
| 5       | Jan Johansson    | Lindstrom   |
| 6       | Christoph Specht | Maico       |
| 7       | Otto Walz        | Maico       |
| 8       | Joël Robert      | Greeves     |
| 9       | Oriol Puig Bultó | Bultaco     |
| 10      | Pere Pi          | Montesa     |

## Classificació final
| Posició | Pilot            | Motocicleta | Punts |
| ------- | ---------------- | ----------- | ----- |
| 1       | Dave Bickers     | Greeves     | 3     |
| 2       | Torsten Hallman  | Husqvarna   | 3     |
| 3       | Christoph Specht | Maico       | 9     |
| 4       | Jan Johansson    | Lindstrom   | 11    |
| 5       | Joël Robert      | Greeves     | 17    |
| 6       | Oriol Puig Bultó | Bultaco     | 17    |
| 7       | Pere Pi          | Montesa     | 17    |
| 8       | Don Rickman      | Bultaco     | 22    |
| 9       | John Banks       | Dot         | 23    |
| 10      | Otto Walz        | Maico       | 25    |